# Wacław Makatrewicz
Wacław Makatrewicz (ur. 27 września 1895 w Słonimie, zm. 1952) – podpułkownik piechoty Wojska Polskiego, kawaler Orderu Virtuti Militari.

## Życiorys
Urodził się w Słonimie, w rodzinie Jana. Do Wojska Polskiego został przyjęty z Korpusów Wschodnich i byłej armii rosyjskiej. Służył w 41 Pułku Piechoty w Suwałkach. 3 maja 1922 został zweryfikowany w stopniu kapitana ze starszeństwem z 1 czerwca 1919 i 1885. lokatą w korpusie oficerów piechoty. Później został przeniesiony do 63 Pułku Piechoty w Toruniu. Od 1924 był przydzielony z 63 pp do Komendy Miasta Warszawa. W styczniu 1927 został przeniesiony do 66 Pułku Piechoty w Chełmnie, a w kwietniu 1928 do 78 Pułku Piechoty w Baranowiczach. 2 kwietnia 1929 został mianowany majorem ze starszeństwem z 1 stycznia 1929 i 65. lokatą w korpusie oficerów piechoty. W lipcu tego roku został przeniesiony do 45 Pułku Piechoty w Równem na stanowisko komendanta składnicy wojennej. W marcu 1930 został przesunięty na stanowisko dowódcy batalionu. W sierpniu 1935 został przeniesiony do 41 pp na stanowisko kwatermistrza. Na stopień podpułkownika został mianowany ze starszeństwem z 1 stycznia 1936 i 49. lokatą w korpusie oficerów piechoty. W marcu 1939 pełnił służbę w 28 Pułku Piechoty w Łodzi na stanowisku I zastępcy dowódcy pułku.
W kwietniu 1943 został aresztowany i osadzony na Pawiaku .
Zmarł w 1952. Pochowany na cmentarzu katolickim przy ulicy Ogrodowej w Łodzi.

## Ordery i odznaczenia
- Krzyż Srebrny Orderu Wojskowego Virtuti Militari[17] – 16 lutego 1921[18]
- Krzyż Walecznych (dwukrotnie)[17]
- Srebrny Krzyż Zasługi (16 stycznia 1926)[19][20]